# 西迪邁赫盧夫
34°08′N 3°01′E / 34.133°N 3.017°E

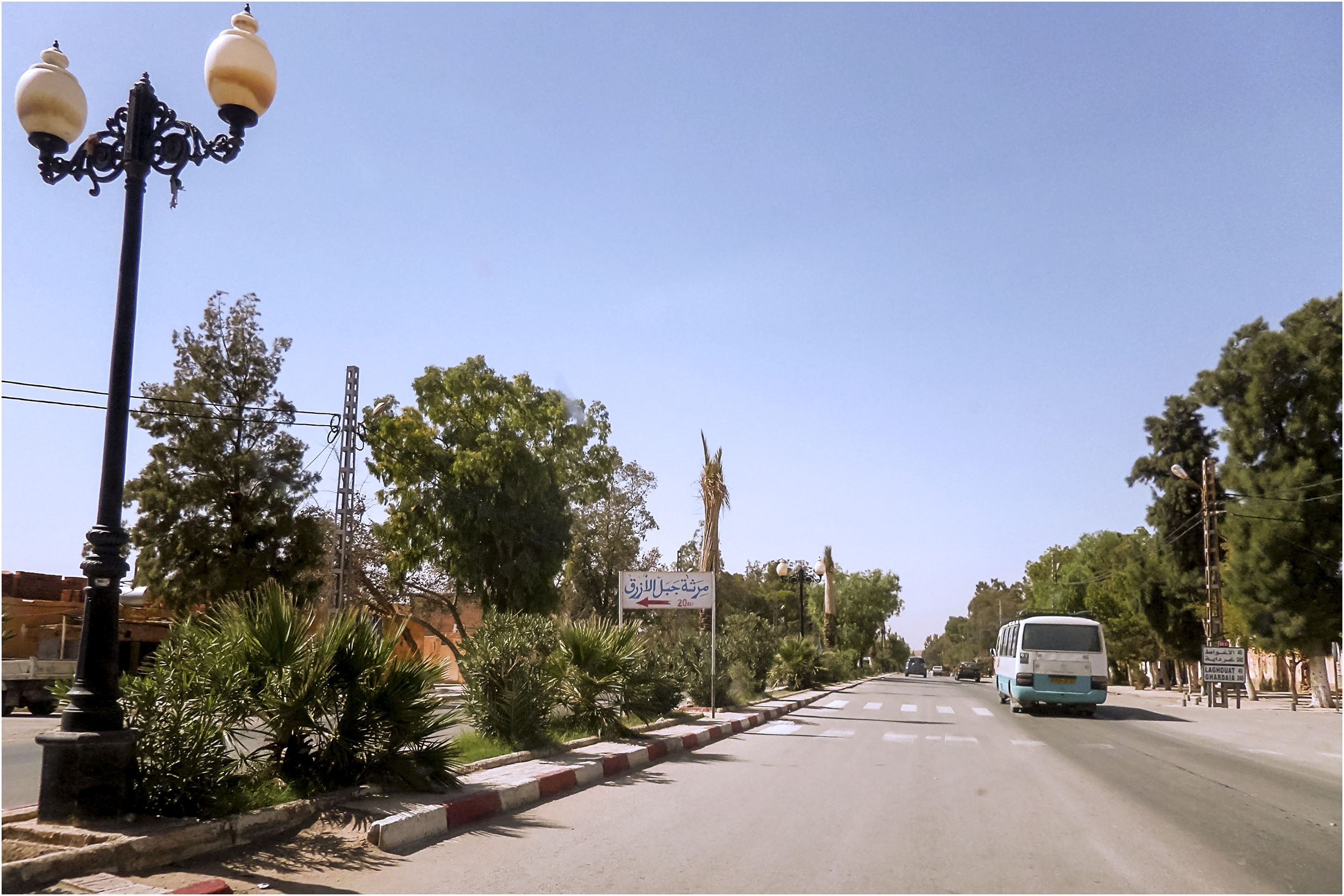
西迪邁赫盧夫

西迪邁赫盧夫（阿拉伯语：‎），是阿爾及利亞的城鎮，位於該國中部，由艾格瓦特省負責管轄，是西迪邁赫盧夫區的首府，面積1,420平方公里，2008年人口12,292，人口密度每平方公里9人。